# Lionel d'Este
Lionel d'Este   (Ferrara, 21 de setembre de 1407 - Voghiera, 1 d'octubre de 1450) fou un condottiere i polític italià membre de la Casa d'Este, marquès de Ferrara de 1441 a 1450.

## Biografia

### Infantesa i joventut
Lionel neix a Ferrara el 21 de setembre de 1407. És un dels nombrosos fills extra matrimonials de Nicolau III d'Este, nascut de la seva relació amb Stella de Tolomei dell'Assassino, una jove dona descendent de la gran família sienesa de les Tolomei.
És admès a la cort de Ferrara on rep una curosa educació. Alimentada per de models antics com César o Scipion pel seu preceptor Guarino da Verona. L'any 1422 el seu pare l'envia a fere la seva educació militar a prop del condottiere Braccio da Montone. A la mort d'aquest últim l'any 1424, Lionel torna a Ferrara i pren part a la guerra entre Milà i la lliga véneto-florentina (1425). El mateix any, esdevé el successor probable del seu pare quan Nicolau fa executar el seu fill gran Ugo per un adulteri comès amb Parisina Malatesta, jove sogra d'aquest últim.
L'any 1429, Nicolau III, preocupat per consolidar la seva aliança amb Màntua, negocia les esposalles de Lionel amb Marguerida de Gonzague . Els termes del contracte inclouen que sigui reconegut i oficialment declarat futur marquès i vicari de Ferrara. Lionel és legitimat pel papa Martin V el 6 juliol 1430. D'ara endavant serà destinat a governar els estats de la Casa d'Este. Lionel prossegueix la seva formació intel·lectual sota la guia de Guarino Guarini da Verona, qui li ensenya la gramàtica, la retòrica, la història, la filosofia i la moral. L'any 1433, quan Ferrara acull l'emperador Sigimon vingut per confirmar la família a les seves possessions, Lionel és en disposició de presentar-li un discurs en llatí.
Abans mateix d'accedir al poder, és testimoni i actor dels regatejos diplomàtics suscitats per les ambicions creuades de Venècia i de Milà, poderosos veïns qui busquen atreure a ells el futur marquès.

### Accessió al poder
El 26 de desembre de 1441, mentre és ambaixador a Milà des de fa unes setmanes, Nicolau III d'Este mor, potser víctima d'un enverinament. Durant la seva breu agonia, ha tingut temps de redactar un testament pel qual designa Lionel per successor. El 28 de desembre de 1441, aquest és, doncs, proclamat per la noblesa senyor de Ferrara, Mòdena i Reggio. Rizzarda di Saluzzo.L'esposa legítima del difunt, qui reclama llavors l'herència al nom dels seus fills Hercule i Sigismond, és reduïda al silenci i obligada a deixar Ferrara a l'octubre 1442, mentre els dos pretendents són enviats en ambaixada forçosa a prop del rei de Nàpols l'any 1445.
El nou senyor és envoltat d'un consell compost d'antics consellers de Nicolau III, qui assegura la continuïtat de la política del difunt, caracteritzada per l'equidistància entre els seus poderosos i ambiciosos veïns: Venècia, a la percaça d'una extensió cap a la terra ferma i Milà, amb ambicions expansionistes apuntades vers la Romanya.

### Aliança amb Nàpols
Aquesta posició d'equilibri esdevé ja difícil a mantenir a partir de 1443, quan el papa Eugène IV, declarant la guerra a Milà qui és llavors governada per Francesco Sforza, ressuscita les tensions subjacents entre Milà i Venècia. La Casa d'Este, passat un temps, esguardà vers, Alfons el Magnànim, rei de Catalunya-Aragó i des de 1442 rei de Nàpols. Lionel i Maria d'Aragó, filla natural d'Alfons, es casaren l'any 1444 i la família d'Este es troba aviat fent d'intermediària entre Nàpols i Milà, fins al desencadenament d'una nova guerra entra Milà i Venècia, aliada a Florència (1445-1446). Lionel, malgrat les crides insistents dels bel·ligerants a prendre partit, aconseguí conservar una certa neutralitat. Fet que permet a Ferrara d'albergar les negociacions de pau, l'any 1447, entre nou papa Nicolau V i Florència, iniciativa suspesa per la mort, el 13 d'agost de 1447, de Filippo Maria Visconti.

### Acostament amb els Sforza
Mentre que el poder dels Visconti es debilita, Ferrara aprofita per atorgar-se Castelnuovo Scrivia i Copiano, tot afavorint l'ascensió de Francesco Sforza i la tornada a la pau entre veïns, essencial al desenvolupament de Ferrara.

### Política interior
Lionel es recolza, per governar, en el seu germà Borso i als seus consellers, fent concessions al poble amb l'objectiu d'obtenir el seu suport. L'any 1444, comencen els treballs per la construcció de l'hospital Santa Anna, destinat als pobres. Així com havien fet d'altres membres de la Casa d'Este abans d'ell i després d'ell. Lionel ordenà, per afavorir el desenvolupament de l'agricultura, fer grans treballs de sanejament de la plana del Padana. Els terrenys sanejats són l'objecte d'exempcions fiscals i, amb l'acord amb el clergat, es salven del delme. La cort dona vida a orfebres i joiers i atreu i protegeix els comerciants venecians com tambçe els banquers i prestadors jueus.

### Príncep filòsof
Durant la seva vida, Lionel gaudeix a d'una reputació de prudent i d'home d'estat savi. Després d'haver rebut una acurada educació, el marquès de Ferrara continua freqüentant el seu mentor, Guarino Veronese. Convida a la seva cort erudits i humanistes reputats, sostenint-los en les seves recerques i participant en fins i tot en els seus debats. Leon Battista Alberti, qui li dedica moltes obres, afirma haver redactat son De re aedificatoria sota l'impuls de Lionel. L'assessora de cara al pedestal del monument eqüestre dedicat al seu pare que és la primera estàtua eqüestre de bronze fosa a Occident des de l'Antiguitat.
Pietós i erudit, desenvolupa una autèntica reflexió sobre les arts i l'humanisme exposada al diàleg imaginari escrit per Angelo Decembrio, De politia litteraria, que el situa entre un cercle d'humanistes.
El 17 de gener de 1442, fa reobrir l'Estudi de Ferrara i li dona els mitjans financers de funcionar i hi atreu docents de renom que reporten aviat estudiants vinguts de tot Europa.

### Patró de les arts
Durant la seva etapa de govern, Lionel desenvolupa igualment la Biblioteca Estense, procedint a de noves adquisicions i patrocinant còpies i traduccions. Continua amb les construccions, els embelliments, però també amb les fortificacions. Col·lecciona les antiguitats i les obres d'art, que ell comandita igualment. Col·lecciona antiguitats i obres d'art, que també patrocina. Encara que admira les seves obres, rebutja la contractació de pintors genials, situant la seva preferència entre els millors artesans.Els seus gustos el porten cap a l'estètica del gòtic internacional. És així com l'any 1435, atreu a la seva cort Antonio Pisano, dit Pisanello. Aquest realitza vuit medalles a l'efígie de Lionel, així com un quadre pel palau de Belriguardo i una Visió de sant Antoin i de sant Jordi. L'any 1141, va ser el torn de Iacopo Bellini d'incorporar-se a la cort de Ferrara. Allà guanyà el concurs entre ell i Pisanello pel retrat del marquès.

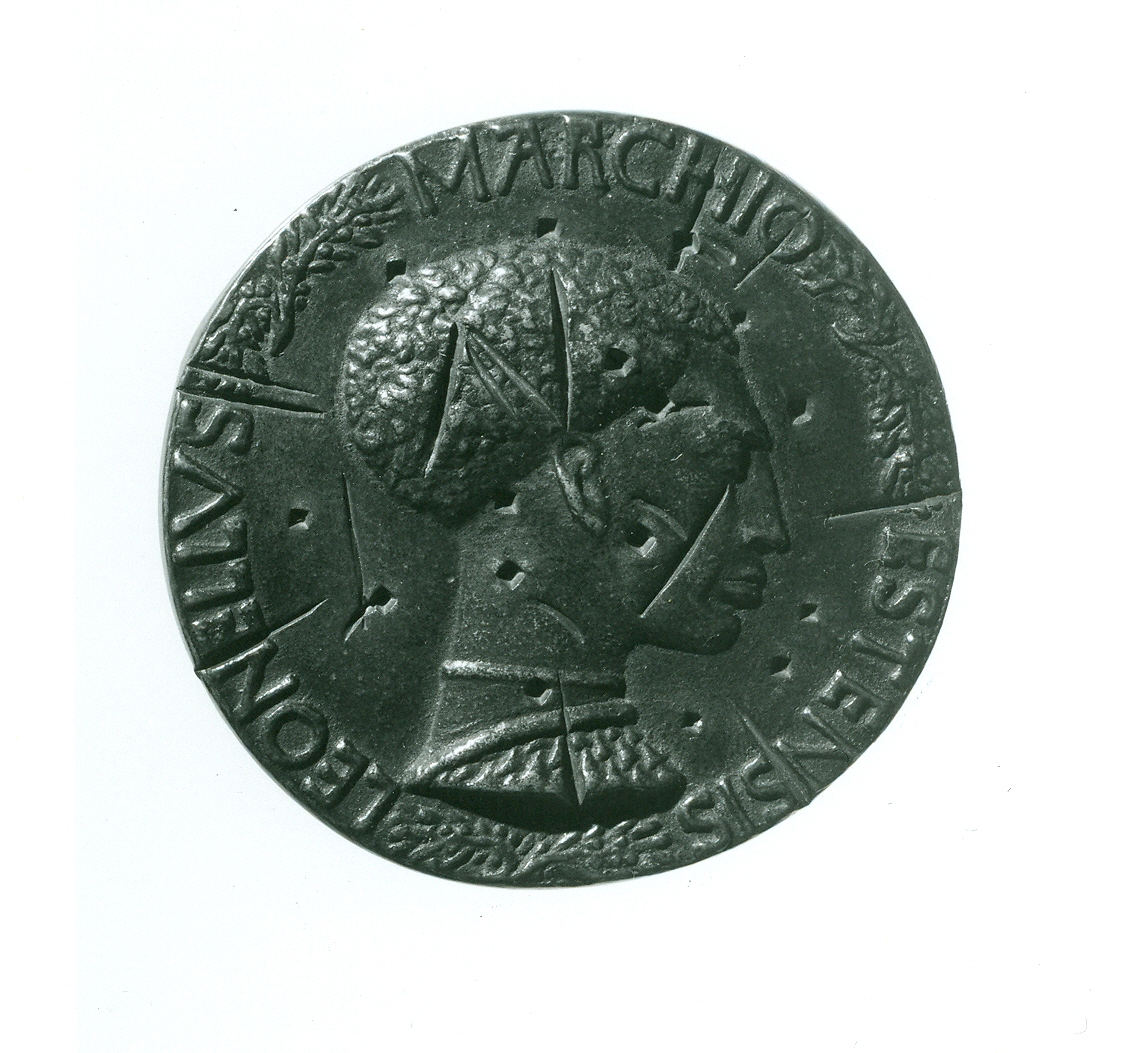
Medalla amb el rostre de Lionel d'Este obra de Pisanello

Probablement Lionel és representat en posició de donador, a la Madonna estúpid Bambino de Iacopo Bellini. L'any 1449, Andrea Mantegna, invitat a Ferrara, fa també un retrat de Lionel. Piero della Francesca decora el castell amb diversos cicles de frescos. Els arxius guarden també notícia de diverses obres comissionades, al voltant de 1450, a Roger van der Weyden potser a través del fill de Lionel, Francesco, enviades a la cort de Borgonya. El marquès refusa el luxe cridaner; vesteix sòbriament i privilegia la seva col·lecció de petites obres d'art: pedres gravades, intaglios i medalles. Les que Pisanello li va dissenyar entre 1441 i 1444 porten la seva efígie i estan adornades amb gravats subtils i inscripcions codificades, que han estat font d'especulació intel·lectual. Va fer encunyar diversos milers d'exemplars, que va oferir als seus cortesans i a prínceps. Aquest acte innovador serà imitat per tots els senyors que hi veuen ràpidament el formidable instrument de propaganda que representa.
Seguint la moda de l'època del tapissos flamencs, la família d'Este els col·lecciona i els fa confeccionar, també, a Ferrara. L'any 1441, Lionel crida per desenvolupar aquesta activitat, a Pietro di Andrea, qui troba a Ferrara Giacomo di Angelo qui hi resideix des de 1436. L'any 1444 arriben, també. a la ciutat Livino Gigli, de Bruges, i Rinaldo Gualtieri, des de Brussel·les.
L'any 1447, encomanà a Angelo Maccagnini da Siena un cicle de panells decoratius representant les nou muses, per al seu studiolo del palau de Belfiore. Fa també decorar ricament el palau del Corte, la seva vil·la de Belriguardo i la sagristia de Santa Maria degli Angeli, una de les fundacions religioses del seu pare.

### Mort i successió
Lionel d'Este mor el 10 d'octubre de 1450, a l'edat de 43 anys, al seu palau de Belriguardo, després que se li ha descobert «un abscés al cap». És amortallat a l'església Santa Maria degli Angeli de Ferrara, on descansen un bon nombre de representants de la Casa d'Este. Deixa com a descendència un fill natural, Francesco, i un fill legítim, Niccolò, nascut de la seva relació amb Margherita Gonzaga. El seu germà Borso d'Este, ell també fill natural de Nicolau III, el succeeix, en detriment de les instruccions testamentàries del seu pare, que reservaven la successió als seus descendents legítims.